# Zwerg-Wyandotte
Die Zwerg-Wyandotte ist ein Zwerghuhn, das in den USA aus der Wyandotte erzüchtet wurde. Von dort aus trat es einen Siegeszug auch durch Europa an und zählt in Deutschland zu den beliebtesten und verbreitetsten Zwerghuhnrassen. Züchter verschiedener Länder haben bei der Weiterzucht unterschiedlichen Merkmalen besondere Beachtung geschenkt, sodass Tiere der gleichen Rasse und des gleichen Farbenschlages im Ländervergleich leicht unterschiedlich ausfallen. Um diesen Abweichungen Rechnung zu tragen, wurde für die in Deutschland gezüchteten Zwerg-Wyandotten 2018 offiziell die Rassebezeichnung Deutsche Zwerg-Wyandotte eingeführt. Sie zählen zu den „Nutzzwergen“, da sie viele Eier legen und auch ausreichend Fleisch ansetzen. Die beeindruckende Zahl von 28 Farbenschlägen zeigt aber, dass sie nicht ausschließlich als Nutztiere gehalten werden.
Namensgebend für die Großrasse, und damit auch die verzwergten Tiere, ist eine Gruppe nordamerikanischer Indianerstämme: die Wyandot oder Huronen.

## Geschichte
Bereits um die Jahrhundertwende (19./20. Jahrhundert) waren die Zwerg-Wyandotten in den USA bekannt. Von dort gelangten sie nach England. Karl Huth aus Frankfurt importierte von dort die ersten Tiere nach Deutschland, wo er sie 1906 das erste Mal zeigte. Die Tiere erfreuten sich sofort großer Beliebtheit und forderten viele Züchter dazu heraus, neue Farbenschläge zu erzüchten, sodass auf der 1. Nationalen Zwerghuhnschau 1920 in Leipzig weiße, rebhuhnfarbig-gebänderte, gestreifte, schwarze, silberfarbig-gebänderte, goldfarbene, weiß-columbiafarbene, rote und silber-schwarzgesäumte Tiere ausgestellt wurden. Die Zwerg-Wyandotten machten ein Fünftel aller ausgestellten Tiere aus.

### Erzüchtung der verschiedenen Farbenschläge
(Quellenangabe der Bezeichnung des Farbenschlags gilt für sämtliche Angaben zum Farbenschlag, wenn nicht anderweitig gekennzeichnet!)
| Farbenschlag                                     | Erzüchter | Jahr der Erzüchtung / Erstausstellung / Anerkennung | verwendete Elterntiere | Besonderheiten |
| ------------------------------------------------ | --- | --------------------------------------------------- | --- | --- |
| weiß                                             | E.J. Brown, Scorries/GB Hermann Küchler, Zuckelhausen/D (Import von Bruteiern und Weiterzucht)                                                     | 1903 1910 1913 erstmals in D ausgestellt            | rebhuhnfarbiger Zwerg-Wyandotten-Hahn mit leichten weißen Wyandotten zusätzlich Einkreuzung von weißen Zwerg-Cochin                                                                    | Im Handbuch der Zwerghuhnzüchter aus dem Jahre 1921 berichtet Walter Rüst ausführlich über die Entstehung der weißen Zwerg-Wyandotten. Seinen Ausführungen zufolge importierte Küchler zwei Dutzend Bruteier aus England aus denen lediglich ein kleines Hähnchen schlüpfte. So war er gezwungen zusätzlich auf weiße Zwerg-Cochin-Hennen zurückzugreifen, um weiterzüchten zu können. |
| rebhuhnfarbig-gebändert (ehemals: rebhuhnfarbig) | K. Huth, Frankfurt/D (Import und Weiterzucht) | 1906 erstmals in D ausgestellt 1910 anerkannt       | | erster nach Deutschland eingeführter Farbenschlag |
| braun-gebändert                                  | K. Huth, Frankfurt/D (Import und Weiterzucht) | 1906 erstmals in D ausgestellt                      | | anfangs nur Hennenzuchtlinie für die rebhuhnfarbig-gebänderten |
| goldhalsig (zwischenzeitlich: rebhuhnfarbig)     | K. Huth, Frankfurt/D (Import und Weiterzucht) | 1906 erstmals in D ausgestellt                      | | anfangs nur Hahnenzuchtlinie für die rebhuhnfarbig-gebänderten |
| schwarz                                          | | 1909 erstmals in D ausgestellt                      | schwarze Wyandotten mit schwarzen Zwerg-Cochin, schwarzen Bantam und rebhuhnfarbigen Zwerg-Wyandotten                                                                                  | |
| gestreift                                        | Richard Günther, Leipzig/D | ab 1910 1913 erstmals in D ausgestellt              | Plymouth Rocks mit weißen Zwerg-Wyandotten, Dominikanern, weiß-schwarzcolumbiafarbene Brahma, porzellanfarbige Zwerghühner und weiße Orpington                                         | |
| silber-schwarzgesäumt (ehemals: silber)          | Franz Glasser, Berlin-Mariendorf/D Weigel, Dresden/D Otto Dittert, Wetzlar/D                                                                       | 1917 erstmals in D ausgestellt                      | u. a. weiße Zwerg-Wyandotten | Glasser, Weigel und Dittert gaben die Zucht wieder auf; heutige Tiere gehen auf Georg Schmidt jr., Mainbernheim/D zurück. |
| silberfarbig-gebändert (ehemals: dunkel)         | Franz Glasser, Berlin-Mariendorf/D | 1917 erstmals in D ausgestellt                      | klein gebliebener Wyandotten-Hahn, Zwerg-Wyandotten in weiß, silber-schwarzgesäumt und rebhuhnfarbig, dunkle Zwerg-Brahma und gestreifte Zwerg-Plymouth Rocks                          | |
| silberhalsig                                     | bei der Verbreitung als eigenständiger Farbenschlag spielte Rudolf Crössmann, Pfungstadt/D eine wichtige Rolle                                     |                                                     | seit Zucht als eigenständiger Farbenschlag wurden goldhalsige und falsch gefärbte silberfarbig-gebänderte Zwerg-Wyandotten eingekreuzt                                                 | anfangs nur Hahnenzuchtlinie der silberfarbig- gebänderten |
| weiß-schwarzcolumbia (ehemals: hell)             | Franz Glasser, Berlin-Mariendorf/D | Ende 1910er-Jahre                                   | | |
| gelb                                             | A. Martin, Hohenfichte/D Gustav Lamparter, Reutlingen/D Sandherr, Feuerbach/D Fritz Jahn, Bürgerl/D nach dem Zweiten Weltkrieg: Wilhelm Timmerhaus | ab 1918 ab 1922 ab 1960                             | gelbe Wyandotten mit rebhuhnfarbigen Zwerg-Wyandotten, gelbe Zwerg-Cochin, gelbe Zwerg-Plymouth Rocks Zwerg-Rhodeländer mit gelben Zwerg-Cochin, Zwerg-Plymouth Rocks, Zwerg-Orpington | |
| rot                                              | Fritz Jahn, Bürgel/D | 1920 erstmals in D ausgestellt                      | Zwerg-Wyandotten mit Zwerg-Rhodeländern | |
| gold-schwarzgesäumt (ehemals: gold)              | Otto Dittert, Wetzlar/D | 1924 erstmals in D ausgestellt                      | gold-schwarzgesäumte Wyandotten mit goldenen Sebright | |
| gold-blaugesäumt (ehemals: blaugold)             | Alfred Nier, Chemnitz/D | 1920er-Jahre                                        | Neuerzüchtung ab 1945: blaue Zwerg-Wyandotte mit lehmfarbiger Fehlfärbung und gold-schwarzgesäumter Zwerg-Wyandotten-Hahn                                                              | Alle Tiere dieses Farbenschlags gingen im Zweiten Weltkrieg verloren; Neuerzüchtung durch Kurt Wachtmeister, Wetzlar/D (ab 1945). |
| gold-weißgesäumt (ehemals: weißgold)             | Alfred Nier, Chemnitz/D Georg Schmidt jr., Mainbernheim/D Kurt Wachtmeister, Wetzlar/D                                                             | 1920er-Jahre 1950er-Jahre                           | weiße und schwarze Zwerg-Wyandotten | Die von Alfred Nier erzüchteten gold-weißgesäumten Zwerg-Wyandotten gingen durch den Zweiten Weltkrieg komplett verloren, sodass Georg Schmidt nach dem Krieg neu anfangen musste. Er fand in Kurt Wachtmeister einen Unterstützer. Bei der Erzüchtung gab es einige Rückschläge – unter anderem wurden Wachtmeister einmal sämtliche Zuchttiere gestohlen.                            |
| schwarz-weißgescheckt                            | Johannes Zoch, Berlin/D | 1926 1936 anerkannt                                 | | |
| blau                                             | | vermutlich 1930er-Jahre                             | schwarze und andalusierweiße Zwerg-Wyandotten | |
| braun-porzellanfarbig (ehemals: bunt)            | Helmut Mom, Orsoy/D | 1963 1966 erstmals in D ausgestellt 1973 anerkannt  | Zwerg-Sussex mit schwarz-weißgescheckten und braun-gebänderten Zwerg-Wyandotten | |
| kennfarbig                                       | Richard Weidling, Alsfeld/D | ab 1969 1980 anerkannt                              | goldhalsige Zwerg-Wyandotten mit gestreiften Zwerg-Wyandotten | |
| gelb-weißgesperbert                              | Hans Odefey, Sterup/D | ab 1972 1980 anerkannt                              | rote und weiße Zwerg-Wyandotten mit gelb-weißgesperberten Zwerg-Cochin | |
| orangefarbig-gebändert                           | Gottfried Hölzel, Zwickau-Pöhlau/D | ab 1972 1996 anerkannt                              | orangefarbige Zwerg-Italiener mit silberfarbig-gebänderten Zwerg-Wyandotten | |
| orangehalsig                                     | Rudolf Wenzl, Neuenrade/D | 1992 anerkannt                                      | | |
| weiß-blaucolumbia                                | von Norbert Hühn, Marburg-Bauerbach/D in D etabliert                                                                                               | 1992 anerkannt                                      | Zwerg-Wyandotten in Weiß-Blaucolumbia aus Dänemark | Dieser Farbenschlag existierte bereits in Dänemark und den Niederlanden, als Norbert Hühn mit der „Anpassung“ an deutsche Vorlieben begann. |
| birkenfarbig                                     | Herbert Mahler, Hemmoor/D | 1995 anerkannt                                      | | |
| lachsfarbig                                      | von Werner Schulze, Siegen/D in D etabliert | 1995 anerkannt                                      | | Dieser Farbenschlag existierte bereits längere Zeit in Dänemark, als Werner Schulze mit der „Anpassung“ an deutsche Vorlieben begann. |
| gelb-blaucolumbia                                | Valentin Deppisch, Geroldshausen/D Thomas Müller, Almersbach/D                                                                                     | 1995 anerkannt                                      | Zwerg-Wyandotten in Gelb-Schwarzcolumbia und Weiß-Blaucolumbia. | |
| gelb-schwarzgesäumt                              | | 2001 anerkannt                                      | | |
| gelb-schwarzcolumbia                             | Karl Nimmich, Wolfenbüttel/D |                                                     | weißer Zwerg-Wyandotten-Hahn mit Gold im Hals- und Sattelbehang mit Zwerg-Wyandotten weiß-schwarzcolumbiafarbig, Zwerg-Wyandotten gelb                                                 | |
| blau-silberhalsig                                | |                                                     | | |
| perlgrau                                         | Heiko Schulze, Zettlitz OT Rüx/D | 2024 anerkannt                                      | perlgrauer amerikanischer Zwerg Wyandotten Hahn (sehr schlechter Typ) mit schwarzer Dt. Zwerg Wyandotten Henne                                                                         | |

## Rassetypische Merkmale
Die Dt. Zwerg-Wyandotte weist einen gestreckten, kräftigen Körperbau auf, steht dabei mittelhoch und breit, bei waagerechter Körperhaltung. Das Schwanzende soll möglichst bis in Augenhöhe ansteigen. Betrachtet man das Huhn von hinten, so sieht der Schwanz hufeisenförmig aus. Tiere aller Farbenschläge weisen gelbe Beine und Rosenkämme auf.
Sie legen cremefarbene bis hellbraune Eier.

## Verhalten und Haltung
Den Tieren wird eine ruhige und elegante Behäbigkeit nachgesagt. Entsprechend zutraulich sind sie und damit auch besonders für Anfänger bzw. Jugendliche oder Kinder geeignet. Sie sind robust, fliegen kaum und kommen mit wenig Platz aus. Die Hennen sind gute Glucken, die ihre Küken verlässlich führen. Da sie oft und dauerhaft in Brutstimmung geraten, muss ihnen in dieser Zeit verstärkte Aufmerksamkeit gewidmet werden, damit ihre Brütigkeit den Gesundheitszustand der Henne auf Dauer nicht beeinträchtigt.

## Nutzeigenschaften
Zwerg-Wyandotten gelten als ausgesprochen wirtschaftlich. Ihre Legeleistung beläuft sich auf durchschnittliche 160 Eier pro Jahr von mindestens 40 g. Als besonders frühreif gilt der silberfarbig-gebänderte Farbenschlag, dessen Vertreterinnen schon mit viereinhalb Monaten zu legen beginnen. Sie setzen auch Fleisch an, sodass sie ggf. auch zum Schlachten in Frage kommen. Das Fett der Zwerg-Wyandotten ist gelb, weshalb sie sich besonders für das Zubereiten von Hühnersuppen eignen.

## Verbreitung
Die Zwerg-Wyandotten sind die am weitesten verbreitete Zwerghuhnrasse in Deutschland.
| Farbenschlag            | Zuchten | Hähne | Hennen | Veränderung zu 2018: Zuchten | Veränderung zu 2018: Hähne | Veränderung zu 2018: Hennen |
| ----------------------- | ------- | ----- | ------ | ---------------------------- | -------------------------- | --------------------------- |
| birkenfarbig            | 105     | 178   | 647    | −12                          | −42                        | −133                        |
| blau                    | 87      | 187   | 648    | −4                           | 6                          | −12                         |
| blau-silberhalsig       | 12      | 18    | 79     | 9                            | 10                         | 52                          |
| braun-gebändert         | 79      | 151   | 522    | −17                          | −20                        | −111                        |
| braun-porzellanfarbig   | 34      | 57    | 211    | −21                          | −39                        | −150                        |
| gelb                    | 165     | 312   | 1233   | 6                            | 25                         | 138                         |
| gelb-blaucolumbia       | 20      | 41    | 143    | 1                            | 7                          | 20                          |
| gelb-schwarzcolumbia    | 208     | 438   | 1696   | −2                           | 37                         | −3                          |
| gelb-schwarzgesäumt     | 52      | 100   | 405    | 7                            | 18                         | 99                          |
| gelb-weißgesperbert     | 42      | 90    | 310    | 8                            | 35                         | 108                         |
| gestreift               | 236     | 468   | 1870   | −69                          | −101                       | −396                        |
| gold-blaugesäumt        | 70      | 155   | 550    | −11                          | −7                         | −126                        |
| goldhalsig              | 38      | 67    | 233    | −8                           | −15                        | −64                         |
| gold-schwarzgesäumt     | 74      | 123   | 487    | −40                          | −28                        | −162                        |
| gold-weißgesäumt        | 58      | 133   | 551    | −33                          | 8                          | 35                          |
| kennfarbig              | 31      | 57    | 201    | −6                           | −4                         | −23                         |
| lachsfarbig             | 158     | 282   | 1137   | −18                          | −4                         | −11                         |
| orangefarbig-gebändert  | 127     | 231   | 923    | −5                           | 8                          | −8                          |
| orangehalsig            | 15      | 29    | 112    | 1                            | 2                          | 12                          |
| rebhuhnfarbig-gebändert | 94      | 246   | 997    | −27                          | −11                        | −13                         |
| rot                     | 135     | 240   | 970    | 16                           | 48                         | 152                         |
| schwarz                 | 347     | 791   | 2960   | −47                          | −51                        | −131                        |
| schwarz-weißgescheckt   | 68      | 142   | 532    | −4                           | −11                        | −65                         |
| silberfarbig-gebändert  | 224     | 443   | 1741   | 6                            | 16                         | −83                         |
| silberhalsig            | 36      | 64    | 263    | 1                            | 1                          | −17                         |
| silber-schwarzgesäumt   | 207     | 395   | 1478   | −22                          | −21                        | −235                        |
| weiß                    | 357     | 735   | 2808   | −29                          | −63                        | −343                        |
| weiß-blaucolumbia       | 34      | 78    | 253    | 4                            | 14                         | 28                          |
| weiß-schwarzcolumbia    | 166     | 323   | 1426   | −30                          | −23                        | −98                         |

Die Zuchttierbestandserfassung des Bundes Deutscher Rassegeflügelzüchter (BDRG) erfolgt in Zusammenarbeit mit der Bundesanstalt für Landwirtschaft und Ernährung (BLE) und basiert auf freiwilligen Angaben von Züchtern. Die Zahl der tatsächlich gehaltenen Tiere dürfte (je nach Farbenschlag) weit höher ausfallen, da reine Halter und auch zahlreiche Züchter nicht erfasst sind. Trotzdem lässt sich aus den Zahlen ablesen, welche Farbenschläge weit verbreitet und welche eher selten sind.